# Jean Fabry
Jean Fabry(Villefranche-de-Rouergue (Aveyron), 6 juin 1876 – Montreuil (Seine-Saint-Denis), 1er juin 1968), est un militaire de carrière, journaliste et homme politique français.

## Biographie

### Famille et études
Jean Fabry est né le 6 juin 1876 à Villefranche-de-Rouergue en Aveyron, fils d'Auguste Fabry (né le 9 juillet 1851 à Montpellier dans l'Hérault), négociant et d'Isabelle Duclos (née le 17 juillet 1852 à Villefranche-de-Rouergue).
Il fait ses études secondaires au collège de Villefranche-de-Rouergue puis au lycée d'Agen (Lot-et-Garonne) où il obtient son baccalauréat ès lettres et ès sciences.
Il passe le concours d'admission de l'École spéciale militaire de Saint-Cyr en 1895 et est reçu 2e.
- 1895-1897 : Élève de l'École spéciale militaire de Saint-Cyr (Promotion de Tanarive)[2].
- 1904-1906 : Élève de l'École supérieure de guerre dont il sort breveté d'État-major.

#### Vie familiale
Jean Fabry se marie le 24 août 1907 à Serres (Hautes-Alpes) avec Hélène Unal (née le 2 juin 1885 à Montpellier - décédée le 28 septembre 1963 à Saint-Mandé (Val-de-Marne), fille de Gabriel Unal (né le 3 septembre à Millau (Aveyron), magistrat, président de chambre à la Cour d'appel de Montpellier, chevalier de la Légion d'honneur), ils sont parents de trois enfants :
- André Fabry (né le 9 septembre 1909 - décédé en 1966), marié avec Marie-Paule Angot (fille d'André Angot, administrateur de compagnies d'assurances)[3], dont postérité ;
- Claude Fabry (né le 9 août 1921 - décédé le 5 juin 2008) ;
- François Fabry (né le 26 juin 1926 - décédé le 16 novembre 1932 à Paris, inhumé à Rothéneuf (Ille-et-Vilaine)[4].

### Carrière militaire[5]
- 1er octobre 1897 : Promu sous-lieutenant au 126e régiment d'infanterie à Toulon, avec ce régiment, il participe aux campagnes du Sahara en Algérie (1899).
- 1er octobre 1899 : Promu lieutenant.
- 18 octobre 1906 : Stagiaire à l'État-major du 16e corps d'armée (détaché de l'École supérieure de guerre).
- 24 juin 1909 : Promu capitaine.
- 1910 : Attaché à l'État-major particulier du général Brun, ministre de la Guerre du cabinet Briand.
- juillet 1914 : Affecté à l'État-major du général Dubail, membre du Conseil supérieur de la guerre.
- août 1914 - mars 1915 : Capitaine de la 1re armée (Lorraine) puis promu commandant, il demande à servir au 23e bataillon de chasseurs alpins. Avec celui-ci, Jean Fabry participe aux combats de Woëvre, d'Ypres, de l'Yser, de Carency en Artois, des Vosges, et enfin du Reichackerkopf, où il est grièvement blessé en mars 1915. Il est amputé de la jambe gauche et garde la jambe droite complètement ankylosée, il est décoré de la croix de la Légion d'honneur sur lit d'hôpital.
- novembre 1916 : Jean Fabry refuse sa mise en retraite et prend le commandement du 3e bureau du Gouvernement militaire de Paris, puis est chargé d'établir l'École d'officiers d'État-major à Senlis.
- 1917 : Promu lieutenant-colonel et nommé chef de cabinet du général Joffre.
- 15 avril - 22 mai 1917 : Participe à la mission Viviani-Joffre aux États-Unis. Il est très apprécié des Américains, qui le surnomment le « Blue Devil of France » (Diable bleu de France : surnom donné à un chasseur alpin)[6].

### Un fidèle ami du maréchal Joffre

Jean Fabry à droite du maréchal Joffre.

Il est un ami très proche du maréchal Joffre et il est présent quand ce dernier décède. Il recueille les dernières paroles du marechal expirant « Fabry l’Amérique ».
Au décès du maréchal, il reprend sa plume pour publier en 1931 : Joffre et son destin et, outre ses articles quotidiens, de nombreuses préfaces à des livres consacrés à la guerre, notamment à la traduction de La Guerre de Ludendorff. Il détaille les manœuvres politiques qui ont entrainé la chute de Joffre et la corruption d´esprit qui règne à l’époque.
Il est l’instigateur de la mise en place d’une statue équestre du maréchal Joffre, inaugurée le 10 juin 1939 sur le Champ-de-Mars en face de la tour Eiffel.
Il la finance grâce aux fameux carnets de timbres à l’effigie du maréchal (timbre Joffre souscription nationale 50 c) qui rencontrent un énorme succès auprès des Français.

### Carrière journalistique et politique
À la fin de la guerre, avec 95 % d'invalidité, il est forcé d'accepter sa mise à la réforme. Il mène ensuite une double carrière de journaliste et d'homme politique. Il devient journaliste en 1918, collaborant à Oui (sous le pseudonyme de Bouchavesnes puis sous son nom à partir de juin 1918, date où il devient le co-directeur de cet éphémère quotidien) et à L'Avenir début 1919. Il est nommé par Léon Bailby rédacteur en chef du quotidien de centre-droit L'Intransigeant en février 1919. Lorsque Léon Bailby perd le contrôle du quotidien fin 1932, racheté par l'homme d'affaires et député Louis Louis-Dreyfus, plus à gauche que Jean Fabry, ce dernier obtient de conserver son poste, ce que L'Humanité dénonce en publiant des lettres de Jean Fabry. Il devient le directeur du journal de décembre 1936 à octobre 1938. 
Il collabore ensuite à d'autres périodiques de droite, au quotidien Le Matin de 1938 à 1940 puis à l'hebdomadaire Gringoire du 1939 à 1944. 
En partie grâce à son statut d'ancien officier invalide de guerre, ancien du cabinet du maréchal Joffre, et du fait aussi de l'appui de Léon Bailby, il se porte candidat sur une liste du Bloc national aux élections législatives de 1919 dans le 10e arrondissement de Paris. Il est élu député de la Seine, sur un programme anticommuniste. Il accède à la présidence du Groupement des officiers mutilés en décembre 1919. 
L'Alliance républicaine démocratique (ARD) soutient sa candidature en 1919 et le compte comme un de ses élus. Il intègre ensuite le comité directeur de ce parti de centre-droit. 
À la Chambre, il devient président de la Commission de l'armée et vice-président de la Commission d'études du Conseil supérieur de la défense nationale. Réélu député de la Seine en 1924 sur une liste qu'il mène, il est réélu en 1928 et 1932 (contre le radical Oscar Dufrenne, qu'il bat difficilement) au scrutin d'arrondissement.
Jean Fabry est le représentant de la France à la Commission des armements (en remplacement de René Viviani) de la Société des Nations de 1922 à 1924 et prend part aux travaux aboutissant au projet de « traité d'assistance mutuelle ». Il devient ministre des Colonies dans le troisième cabinet de Raymond Poincaré du 29 mars 1924 au 1er juin 1924. Il est membre de la délégation française à la Conférence pour la réduction et la limitation des armements à Genève en 1932.
Ami, conseiller et collaborateur d'André Maginot, il a en partie inspiré la politique défensive portée par ce dernier, c'est-à-dire la fortification des frontières de l'Est (ligne Maginot). Le 30 janvier 1934, Jean Fabry devient ministre de la Défense nationale et de la Guerre dans le premier cabinet formé par Édouard Daladier, mais il donne sa démission dès le 4 février 1934, estimant que la mesure du ministre de l'Intérieur Eugène Frot de décider le déplacement du préfet de police de Paris Jean Chiappe a été prise sans motifs sérieux. Il retrouve son portefeuille de la Guerre le 7 juin 1935 dans le quatrième cabinet de Pierre Laval. Il établit alors un plan de construction de chars. C'est qu'il a été progressivement convaincu de la nécessité de se doter de cette arme, sans pour autant préconiser une stratégie offensive. Il demeure cependant pacifiste. Un pacifisme d'ancien combattant doublé dans le seconde moitié des années 1930 d'un néo-pacifisme de droite, hostile au Parti communiste qu'il abhorre. Un Parti communiste qui le combat alors violemment.
Il est battu aux élections législatives de 1936 par Lucien Bossoutrot, radical-socialiste, dans le contexte du Front populaire. Mais le 22 novembre 1936, à la suite du décès de Gaston Japy, une élection sénatoriale partielle a lieu dans le Doubs, Jean Fabry est alors élu sénateur du Doubs. 
Il vote le 10 juillet 1940 les pleins pouvoirs au maréchal Pétain et se met à chanter les louanges du maréchal dans les colonnes de Gringoire. Il se vante d'exercer une certaine influence sur le maréchal, qui le convie parfois à sa table à Vichy. Il est nommé en janvier 1941 membre du Conseil national institué par le régime de Vichy. Il préside une sous-commission de sa Commission de l'information générale. Encore hostile au communisme, il écrit en mai 1943 à Pierre Laval une note désignant l'URSS comme l'ennemi no 1 et estimant que l'Allemagne est seule capable de préserver la France du danger communiste. Il faut donc l'aider « à abattre Moscou ». Il se recueille le 29 juin 1944 devant le catafalque d’Henriot et signe le registre de deuil, avec de Brinon, Doriot, Paul Marion.
Il est déclaré inéligible à la Libération en raison de son vote du 10 juillet. Il est membre d'un Comité d'honneur pour la libération de Pétain, constitué en 1948 et il collabore aux Écrits de Paris en 1947.
Jean Fabry meurt le 1er juin 1968 à Montreuil et est inhumé à Rothéneuf.

## Mandats et fonctions

### Fonctions gouvernementales
| Fonction                                         | Gouvernement                 | Période                              |
| ------------------------------------------------ | ---------------------------- | ------------------------------------ |
| Ministre des Colonies                            | Poincaré III François-Marsal | du 29 mars 1924 au 14 juin 1924      |
| Ministre de la Défense Nationale et de la Guerre | Daladier II                  | du 30 janvier 1934 au 4 février 1934 |
| Ministre de la Guerre                            | Laval IV                     | du 17 juin 1935 au 24 février 1936   |

### Mandats parlementaires
- 16 novembre 1919 - 31 mai 1924 : Député de la Seine.
- 11 mai 1924 - 31 mai 1928 : Député de la Seine.
- 22 avril 1928 - 31 mai 1932 : Député de la Seine.
- 8 mai 1932 - 31 mai 1936 : Député de la Seine.
- 22 novembre 1936 - 21 octobre 1945 : Sénateur du Doubs.

### Fonctions politiques
- Membre du Comité républicain du commerce et de l'industrie.
- 1932-1934 : Membre puis président de la Ligue républicaine nationale.
- 1934 : Vice-président puis président de la Fédération des comités parisiens et de la Seine de l'Alliance républicaine démocratique.
- Membre directeur du Parti républicain de réorganisation nationale.

### Autres fonctions
- Président du Groupement des officiers mutilés (décembre 1919).
- 1924 : Membre du Haut Conseil colonial.
- Membre du Comité parlementaire France et Monde.
- Membre du Comité parlementaire l'Association France.
- Membre du Comité France-Amérique.

## Décorations

### Décorations françaises
- Grand-officier de la Légion d'honneur (28 avril 1939)
- Croix de guerre 1914-1918 (avec palme)

### Décorations étrangères
- Croix de guerre (Belgique)
- Croix du Mérite de la guerre (Italie)
- Officier de l'ordre du Nichan Iftikhar (Tunisie, 1911)

## Ouvrages
- Joffre et son destin, La Marne - Verdun, La Somme - L'Amérique, Paris, Limoges, Nancy, Charles-Lavauzelle & Cie, 1931
- De la place de la Concorde au cours de l'Intendance (février 1934-juin 1940), Paris, Les Éditions de France, 1942, 246 p.
- Le Front humain, Vers une constitution française, 1945
- J'ai connu.., 2 volumes, Paris, Descamps, 1960, 238 p.

## Sources
- « Jean Fabry », dans le Dictionnaire des parlementaires français (1889-1940), sous la direction de Jean Jolly, PUF, 1960 [détail de l’édition]
- Rosemonde Sanson, L'Alliance républicaine démocratique et les militaires. Le colonel Jean Fabry, un des leaders de l'Alliance démocratique, dans Olivier Forcade, Eric Duhamel, Philippe Vial (dir.), Militaires en République: les officiers, le pouvoir et la vie publique en France, Publications de la Sorbonne, 1999
- Jean-Marie Mayeur et Arlette Schweitz, Les parlementaires de la Seine sous la Troisième République, Publications de la Sorbonne, 2001 (ISBN 978-2-85944-432-7, lire en ligne)